# Вервен, Клод-Роже де Комменж
Клод-Роже де Комменж (фр. Claude-Roger de Comminges; 16 июля 1604 — 1655), маркиз де Вервен — французский придворный.

## Биография
Сын Роже де Комменжа (1553—1615), барона де Соболя, губернатора Меца, и Изабо де Куси (ум. 1649), правнук Жака I де Куси, сеньора де Вервена.
Приказом от 24 января 1632 сформировал Вервенский пехотный полк, в том же году направленный кардиналом Ришельё в армию маршала Шомберга, действовавшую в Лангедоке против мятежных частей Гастона Орлеанского. В следующем году полк действовал в Лотарингии, в 1634—1635-м в составе войск кардинала Лавалета в Германии.
Комменж, находившийся на придворной службе, сохранил посты полковника и кампмейстера, но фактически участвовал только в лангедокской экспедиции, а в дальнейшем полком командовал его заместитель в чине подполковника.
22 февраля 1636 маркиз де Вервен был назначен первым королевским дворцовым распорядителем, сменив в этой должности графа Шарля де Ланнуа. В 1646 году Вервенский полк был передан Жану д'Эстре.

## Семья
Жена (7.01.1630): Габриель-Анжелика де Пуйи (1607—?), графиня де Луппи, дама де Маланкур и Жювиньи, дочь Симона II де Пуйи, графа де Луппи, и Франсуазы де Берман, вдова Бернара де Колиньи, маркиза д'Андело и де Сен-Бри
Дети:
- Луи (1630—11.11.1663), маркиз де Вервен. Полковник Вервенского полка (1647), первый королевский дворцовый распорядитель (1655). В 1656 году был взят в плен при осаде Валансьена. Жена (10.1657): Анн Дьё-Донне де Фабер, дочь Абраама де Фабера, маршала Франции, и Анн-Ришар де Креван. Вторым браком в 1677 году вышла за Клода-Франсуа де Мерода, маркиза де Трелона
- Филипп-Франсуа (ум. 1686). Убил в поединке сьёра де Ланнуа, в 1663 году добился королевского прощения
- Генриетта-Луиза. Муж (1658): Шарль-Франсуа де Жуайёз (ум. 1678), граф де Гранпре